# Переводы Библии на казахский язык
Переводы Библии на казахский язык (каз. Киелі Кітаптың қазақ тіліндегі аудармалары)— переводы библейских текстов на казахский язык, осуществлённые на разных этапах истории Казахстана.

## Переводы
Одним из первых переводчиков Библии на казахский язык стал миссионер Чарльз Фрейзер из Шотландского миссионерского общества: в 1818 году был опубликован его перевод Евангелия от Матфея (на основе перевода Г. Брантона), а в 1820 году Новый Завет был переведён Российским библейским обществом на казахский. Профессор Казанского университета И. Ф. Готтвальд доработал перевод и опубликовал его в 1880 году благодаря Британскому и зарубежному библейскому обществу в Казани (перевод выдержал издания 1887 и 1910 годов). Деятель Внутрикитайской миссии Джордж Хантер в Урумчи признал этот перевод достаточно качественным.
Нет достоверных сведений, что этот перевод был выполнен именно на казахский, а не какой-либо другой тюркский язык. По мнению Т. Х. Дарлоу и Хораса Мула, этот перевод был выполнен для киргизов на язык «оренбургских татар»; по мнению В. Николсона из Королевского азиатского общества в Петербурге, перевод был предназначен для киргизов из Большого, Малого и Среднего Жузов; Джордж Кинг полагает, что перевод был сделан на киргизский или «киргизо-казахский» язык. В 1894 году перевод Евангелия от Марка выполнил архиерей Томский Макарий, его опубликовало Британское и зарубежное библейское общество в 1894 году в Томске.
В Казани Православным миссионерском обществом в 1901 году опубликованы переводы всех четырёх Евангелий; возможно, что перевод Евангелия от Марка был основан на переводе, ранее опубликованном в Казани, или совпадал с переводом И. Катеринского, язык которого упоминается в «Книге тысячи языков» как киргизский. Элис Милдред Кэйбл в биографии Джорджа Хантера называет его переводом на «казахско-русский» язык — это кириллический перевод, который немного отличается от используемой казахами современной кириллицы; в нём достаточно много заимствованных русских и греческих слов, а также имён вместо исламских вариантов. В 1972 году эта работа была переиздана в Стокгольме. Джордж Хантер, согласно той же Кэйбл, молился о том, чтобы получить копию перевода 1901 года, и однажды ему удалось обменять у одного из торговцев Библию на «казахско-русском» в обмен на другую книгу, которую торговец мог прочесть. Хантер, изучив перевод, совершил их транслитерацию на арабский, а также перевёл также Книгу Бытия и Деяния Апостолов.

## Публикации
Деяния, Евангелия от Марка и Матфея были опубликованы в 1917 году в Урумчи Британским и зарубежным библейским обществом при Внутрикитайской миссии. Второе издание перевода Евангелия от Марка издано в 1918 году в Шанхае, второе издание Деяний — в 1919 году. В 1927 и 1928 годах все четыре Евангелия переизданы британцами в Шанхае, в 1931 году опубликован перевод Книги Бытия. Другие переводы Хантера не сохранились до наших дней. Современный перевод на казахский опубликован в 2010 году в Стамбуле Ени Яшам Яынлары, а в 2011 году на казахский Библия была переведена и Свидетелями Иеговы.
| Перевод                 | Иоанн 3:16 |
| ----------------------- | --- |
| На русском              | Ибо так возлюбил Бог мир, что отдал Сына Своего Единородного, дабы всякий верующий в Него, не погиб, но имел жизнь вечную.                                            |
| 1880, Казань (Оренбург) | زيراكە خدا جھان ني اول قدر سويدي كە بر دوغمش اوغلين بيردي كە ھركيم ﺁنكا ايشانسا ھلاى بولماي لكن ابدي حيلتلي بولا.                                                     |
| 1901, Казань            | Кудай дӳнӳӧнӳ соншама жаксы кӧргендиктен, Ӧзӳнӳҥ жалгыз туган Улын бирде, Оган нанушы ӓр-ким мӓҥги турушы болсун, тек ӓлек болмасын, деп.                             |
| YYY 2010                | Өйткені Құдай адамзатты сондай қатты сүйгендіктен, Өзінің жалғыз рухани Ұлын құрбандыққа берді. Енді Оған сенуші әркім жаны тозаққа түспей, мәңілік өмірге ие болады. |
| Латиница                | Öytkeni Quday adamzattә sonday qattә süygendikten, Öziniŋ žalğәz ruhani Ulәn qurbandәqqa berdi. Endi Oğan senuši ærkim žanә tozaqqa tüspey, mæŋilik ömirge ie boladә. |
| Циньцзянь               | ويتكەنى قۇداي ادامزاتتى سونداي قاتتى سۇيگەندىكتەن، ٴوزىنىڭ جالعىز ۇلىن قۇرباندىققا بەردى. ەندى وعان سەنۋشى اركىمنىڭ جانى توزاققا تۇسپەي، ماڭگىلىك ومىرگە يە بولادى.   |
| Перевод 2011 года       | Құдай дүниені сондай қатты сүйгендіктен, өзінің жалғыз Ұлын берді. Ол мұны Ұлына сенген әркім жойылмай, мәңгілік өмірге ие болсын деп істеді.                         |